# Monte Argentera
Der Monte Argentera, oftmals abkürzend auch die Argentera, ist mit 3297 m s.l.m. der höchste Berg der Seealpen. Er liegt im piemontesischen Sturatal (Provinz Cuneo), einige Kilometer nördlich der Grenze zu Frankreich.
Die Erstbesteigung erfolgte am 18. August 1879 durch William Auguste Coolidge und seine Bergführer Christian Almer und Ulrich Almer. Sie benutzten für ihren Anstieg eine Schneerinne, das Couloir di Lourousa.